# Kordícká brázda
Kordická brázda je geomorfologická část Starohorských vrchů.  Rozprostírá se západně od Banské Bystrice v okolí obcí Králiky, Tajov a Kordíky  podle níž je pojmenována.

## Vymezení
Brázda zabírá nejzápadnější část pohoří, přičemž východním okrajem zasahuje k městské části Podlavice, části města Banská Bystrica. Na jejím území leží obce Králiky, Riečka, Tajov a Kordíky, kterými tečou přítoky Tajovského potoka.  Kordickou brázdu vymezuje na severu Bralná Fatra (podcelek Velké Fatry ), západním směrem se nachází Flochovský chrbát, na jihu Malachovské predhorie (oba podcelky Kremnických vrchů). Východním směrem se rozkládá Bystrické podolie, patřící do Zvolenské kotliny a severovýchodním směrem pokračují Starohorské vrchy. 

## Chráněná území
Území je částečně odlesněné a není velkoplošně chráněnou oblastí. Zvláště chráněné jsou přírodní památka Tajovská kopa a Králická tiesňava. 

## Turismus
Plošně nevelké území a jeho blízké okolí oplývá několika atrakcemi, které sem lákají turisty zejména z blízké Banské Bystrice. Oblast disponuje sítí značených stezek, které spojují zajímavá místa v Kordické brázdě i okolí.

### Turistické trasy
- po  zelené značkc z Banské Bystrice (Hámor) přes Kordíky do Králického sedla
- po  modré značce z Banské Bystrice (Tulská) přes Králiky do Bystrického sedla
- po  žluté značce z Tajova do sedla Suchý vrch, resp. k chatám nad Tajovem
- po  žluté značce z obce Kordíky do Kordíckého sedla[2]